# Pusztaszer
Pusztaszer è un comune dell'Ungheria di 1.674 abitanti (dati 2001). È situato nella contea di Csongrád-Csanád.